# Karl-Heinz Kretschmer

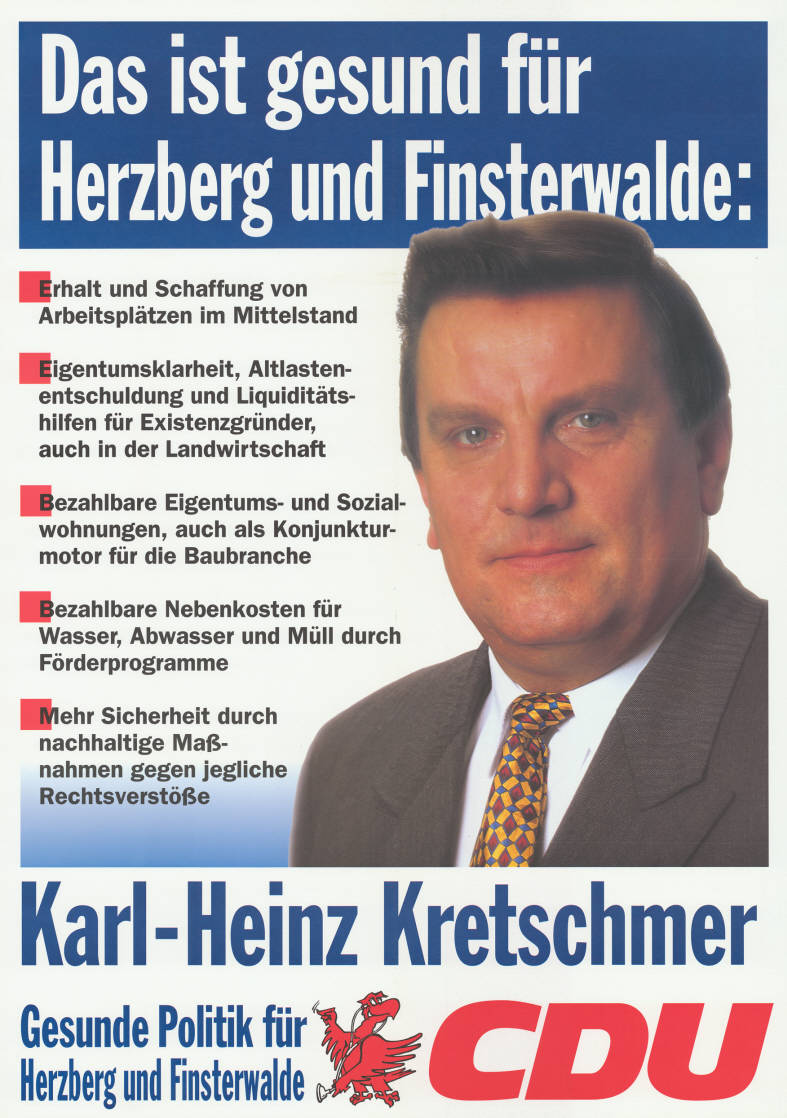
Kandidatenplakat zur Landtagswahl in Brandenburg 1994

Karl-Heinz Kretschmer (* 22. September 1948 in Plessa) ist ein deutscher Ingenieur und Politiker (DDR-CDU, ab 1990 CDU).

## Leben und Beruf
Nach dem Besuch der Erweiterten Oberschule absolvierte Kretschmer eine Ausbildung beim VEB Bagger-, Förderbrücken- und Gerätebau (BFG) in Lauchhammer. Im Anschluss begann er ein Studium an der Ingenieurschule in Görlitz und erhielt Teilqualifizierungen zu Wirtschaftsrecht sowie als Montageleiter im Stahlbau. Darüber hinaus besuchte er die Bauhochschule in Leipzig. Seine berufliche Tätigkeit übte er im Metallleichtbaukombinat in Ruhland aus. Dort war er zunächst als Rationalisierungsingenieur, dann als stellvertretender Produktionsdirektor und später als Produktionsleiter tätig. Neben seiner Arbeit als Ingenieur absolvierte er 4-Wochen-Lehrgänge als Reservist bei der NVA. 2008 war er Leiter der Niederlassung Cottbus des Brandenburgischen Landesbetriebes für Liegenschaften und Bauen.
Karl-Heinz Kretschmer ist verheiratet und hat drei Kinder.

## Politik
Kretschmer trat 1975 in die DDR-Blockpartei CDU ein. Er war von 1981 bis 1986 Vorstandsmitglied des CDU-Kreisverbandes Senftenberg, von 1986 bis 1990 als Nachfolger des verstorbenen Karl Dölling Vorsitzender des CDU-Bezirksverbandes Cottbus und von 1987 bis 1990 Mitglied des Hauptvorstandes der Christdemokraten. Von Mai bis Oktober 1990 amtierte er als Leiter der Bezirksverwaltungsbehörde (Regierungsbevollmächtigter) im Bezirk Cottbus. Kretschmer war von 1990 bis 1994 Abgeordneter des Brandenburger Landtages und dort von 1992 bis 1994 Mitglied des Ausschusses für Wirtschaft, Mittelstand und Technologie. 1990/91 amtierte er als Vizepräsident des Landtages. Im Parlament vertrat er den Wahlkreis Cottbus I.